# Ukrajinka (rejon czuhujewski)
Ukrajinka (ukr. Українка) – wieś na Ukrainie, w obwodzie charkowskim, w rejonie czuhujewskim. W 2001 liczyła 61 mieszkańców.